# Machaerus
Machaerus (Μαχαιροῦς, från grekiska: μάχαιρα) var ett befäst palats på en kulle i det som idag är Jordanien 24 km sydost om Jordans mynning, öster om Döda havet. Enligt Flavius Josephus var det här som Johannes Döparen fängslades och avrättades. Enligt biblisk kronologi skedde avrättningen år 32, strax före påsk, efter en tvåårig fångenskap.
Den här artikeln är helt eller delvis baserad på material från norskspråkiga Wikipedia.